# Антібеська
Анті́беська (рос. Антибесская) — селище у складі Маріїнського округу Кемеровської області, Росія.
Стара назва — Станція Антібеська.

## Населення
Населення — 184 особи (2010; 206 у 2002).
Національний склад (станом на 2002 рік):
- росіяни — 90 %